# Jazeel Murphy
Jazeel Murphy (né le 27 février 1994) est un athlète jamaïcain, spécialiste du 100 mètres.

## Carrière
Lors des Jeux de la Caribbean Free Trade Association de 2009 à Sainte-Lucie, il participe aux 100 mètres et du 200 mètres, épreuves où il remporte la médaille d'or. En 2011, il remporte une nouvelle médaille d'or dans ces jeux avec un temps de 10 s 27 à seulement 16 ans, c'est actuellement le record du monde pour son âge. Mais, blessé, il ne peut participer aux championnats du monde cadets de Lille.
Jazeel Murphy a également couru le 100 mètres en 10 s 41 à l'âge de 14 ans. Il porte son record à 10 s 25 lors des Championnats du monde juniors à Barcelone en 2012.